# Christine Van Loo
Christine (Christina) Van Loo es una acróbata, equilibrista y ex campeona de gimnasia acrobática estadounidense. Ha sido siete veces campeona nacional de gimnasia acrobática por parejas mixtas (1983-89), fue nombrada deportista olímpica en Acrobacia Deportiva del año en 1988 y deportista de la década de los 80 por la Federación de Acrobacia Deportiva de Estados Unidos. Ingresó en el Salón de la Fama de la United States Sports Acrobatics Federation y en la Salón de la Fama de la World Acrobatics Society.

## Trayectoria
A los 19 años ya había sido siete veces campeona nacional de los Estados Unidos de gimnasia acrobática.
Es contorsionista aérea y acróbata profesional. Ha participado en la gira europea de Paul McCartney, en dos ceremonias de los Premios Grammy con No Doubt y Ricky Martin, en los Juegos Olímpicos de Invierno de 2002, en los Premios American Music con Aerosmith y en el certamen de Miss Universo. Ha coreografiado los espectáculos aéreos de la gira mundial de Britney Spears y de la gira estadounidense Stars on Ice. Trabajó como entrenadora en el programa de televisión Celebrity Circus.
Desde 2008, Van Loo actúa con el Cirque de la Symphonie, la única compañía de circo que actúa exclusivamente con orquestas sinfónicas.
Ha actuado también en varios largometrajes, programas de televisión y vídeos musicales. También dicta charlas y conferencias sobre su experiencia para ayudar a las personas, especialmente a las mujeres, a superar sus límites.